# Телевидение в Ливии
Телевидение — одно из главных средств массовой информации Ливии. На 2011 год уровень распространения телевидения по стране оценивается в 76%.
С 1992 по 2003 год из-за санкции ООН под запрет на импорт оказались многие технические продукты, такие как компьютеры, что в свою очередь до середины 2000-х годов замедлило потребление и модернизацию инфраструктуры. Обширность страны всегда создавала проблемы для медиа-инфраструктуры. Транспортировка газет в пустынные районы была серьезной проблемой — даже в 2000-х годах газеты доставлялись в города, расположенные в глубине страны, через два-три дня после их публикации. Даже национальное радио и телевидение не охватывали многих регионов страны до появления спутниковых технологий.
До 2011 года средствам массовой информации было запрещено использовать берберский язык — амазигх.

## История
Развитие современных средств массовой информации Ливии можно разделить на четыре основных этапа, каждый из которых характеризовался авторитарным государственным подходом. Такой подход обеспечил четкую ориентацию средств массовой информации в контексте политики режима:
- Колониальный режим итальянцев в 1911-1943 гг.;
- Британский мандат в 1943-1951 гг.;
- Правление консервативного короля Идриса I в 1951-1969 гг.;
- Период Муаммара Каддафи в 1969-2011 гг.

Даже после падения режима Каддафи средствам массовой информации было трудно отказаться от этого наследия.

### Телевидение в период монархии
С 1956 года правительство Ливии начало интенсивные работы по разведке углеводородов; первая нефтяная скважина была пробурена на суше в бассейне Сирта. Триполи предоставило несколько концессий ExxonMobil, Mobil, Eni, Texas Gulf и другим компаниям, в результате чего к 1959 году были открыты крупные нефтяные месторождения. Обнаружение крупных запасов нефти способствовало началу осторожной модернизации, которая изменила и сектор СМИ. Было создано Министерство информации и национального руководства, которое отвечало за всю официальную прессу и радиовещание. Многие ливийцы, вернувшиеся на свою родину из изгнания начали работу над быстрым возрождением прессы.
Для ливийских писателей пресса представляла единственную возможность публикации, поскольку производство книг началось только в конце 1950-х годов. В результате большинство газет больше интересовались литературными, культурными и социальными проблемами. По этой причине пресса рассматривалась как «государственный университет» с сильной образовательной функцией. Однако Закон о печати № 11 1959 года наложил серьезные ограничения на СМИ. Королевский двор почувствовал давление со стороны растущего арабского националистического движения, которое зародилось в Египте и росло вместе с борьбой за независимость внутри все еще колонизированных соседних государств.
Телевидение в Ливии появилось 24 декабря 1968 года, когда открылись две станции в Триполи и Бенгази. Создание первой национальной телевизионной станции в значительной степени финансировалась США.
В период монархии короля Идриса I телевидение находилось под контролем государства. Так как телевидение в этот период находилось в зачаточном состоянии, телетрансляция ограничивалось одним американским каналом: образовательные и пропагандистские фильмы, снятые по заказу Пентагона, которое транслировались с территории американской военно-воздушной базы Уилус-филд в 11 км от Триполи.

### Телевидение в период Джамахирии
1 сентября 1969 года стало поворотным моментом в истории Ливии. На волне антиколониальных настроений Муаммар Каддафи и группа молодых военных совершили бескровный переворот против короля Идриса I. По примеру президента Египта Гамаля Насера, превратившего радио в революционную среду, «самым первым актом» после захвата власти в руки ливийских революционеров было передано радиооборудование. Речи Каддафи, которые часто длились часами, отныне транслировались полностью в прямом эфире по радио и телевидению. Радио находилось в непосредственном подчинении Совета революционного командования (СРК), а с февраля 1970 года частные газеты систематически вытеснялись с рынка, поскольку государственная реклама была снята с их страниц. Кроме того, все иностранные СМИ закрылись из-за отсутствия аудитории после того, как американские и британские базы были эвакуированы, а итальянские поселенцы были изгнаны из страны.
С 1972 года произошла полная перестройка ландшафта прессы. Конкуренция рассматривалась как бесполезная функция медиа-системы. После запрета всех частных газет в октябре 1973 года все СМИ стали частью государственных учреждений. Так называемая Зелёная книга, 110-страничный манифест, написанный самим Каддафи в 1975 году, вместе с капитализмом и коммунизмом составляла «третью универсальную теорию», и отныне считалась своего рода конституцией государства. Система СМИ сыграла ключевую роль в превращении Ливии в «народное массовое государство» (Джамахирию), как и задумал Каддафи. В результате этой «джамахиризации» была установлена трехсторонняя медиасистема. Он состоял из одномерной прессы соответствующих синдикатов, в которой врачи, полицейские, крестьяне и т.л. должны были объединиться в синдикаты, революционных корректирующих СМИ с газетой «Al-Zahf Al-Akhdar» в качестве ведущей силы и централизованно контролируемых национальные СМИ. В ходе этой реструктуризации выплаты заработной платы писателям были прекращены, поскольку журналистика воспринималась только как деятельность, направленная на зарабатывание денег.
Однако, результат оказался неудовлетворительным для Каддафи. Поэтому в ходе «культурной революции» 1980 года центральная организация печати была полностью упразднена, а революционные комитеты захватили радио и информационное агентство JANA («Jamahiriya News Agency»). Тюрьмы были заполнены представителями интеллигенции, в том числе многими журналистами. Эта так называемая культурная революция сопровождалась разрушительной экономической политикой и политикой роста гонки вооружений, а также изнурительной войной с Чадом, и к середине 1980-х годов эти события почти привели Ливию к банкротству. Таким образом, Каддафи инициировал еще одно радикальное изменение политики, связанное с внутренней и экономической либерализацией. В марте 1988 года Каддафи даже объявил, что границы будут полностью открыты, и ввел хартию прав человека и свободу прессы. Однако, введение санкций ООН в 1992 году из-за участия руководства Ливии в взрыве авиалайнера над Локерби привело к новым экономическим трудностям, включая кризис газетной бумаги, который длился до середины 2000-х годов. Только в 2003 году санкции были полностью отменены.
После этого, а также в ходе попытки возведения на престол своего сына Сейфа аль-Ислам Каддафи, был короткий период, когда в СМИ процветала своего рода псевдокритика. В августе 2006 года Сейф аль-Ислам пропагандировал программу реформ под названием «Вместе ради Ливии завтрашнего дня» (Libya Al Ghad), в которой критиковались существующие структуры практически во всех областях политики. Хотя эта программа оставалась политически чрезмерно оптимистичной, Сейфу аль-Исламу удалось запустить две новые газеты («Oea» в Триполи и «Quryna» в Бенгази), радиостанцию, несколько новостных веб-сайтов, новое информационное агентство и два спутниковых телеканала («Al-Libiya» и «Al-Shababiya») – тем самым он значительно расширил ливийскую систему СМИ. Эти газеты и программы выглядели намного более профессиональными, чем остальные СМИ. Также внезапно стала доступна иностранная пресса, и международным агентствам печати разрешили открывать в Ливии свои офисы. Член оппозиции в изгнании назвал это явление «журналистикой Аль-Гада», подчеркнув тот факт, что это никоим образом не было выражением общей либерализации при Каддафи, а было просто очень ограниченной свободой. Критика самого Каддафи была абсолютно недопустима. В результате возросшего недовольства революционных комитетов все эти органы СМИ были восстановлены в 2009 году, а «Al-Libiya» стала вторым государственным телеканалом. Хотя это положило конец псевдолиберализации, «Libya Al Ghad» оставалась хорошей школой для ливийских журналистов, которые продолжили успешно создавать свои собственные СМИ после падения режима Каддафи в 2011 году.
До гражданской войны 2011 года в стране было восемь бесплатных спутниковых каналов со штаб-квартирой, семь из которых принадлежали «Радиовещательной корпорации Ливийской Джамахирии» (LJBC). Ливийская радио- и телевизионная корпорация (LRTC) стала преемником LJBC, и, как сообщается, в стране вещают более 20 станций.
Среди новых независимых спутниковых каналов, запущенных в 2011 году, были Al Watan TV, Alassema TV, Libya TV и Libya Alhurra TV, которые транслируют новости, ток-шоу и текущие события. Частная спутниковая телекомпания «Libya al-Ahrar» была создана при содействии Катара. Сторонники прежнего режима владеют новым каналом Al-Jamahiriya TV (ранее известным как «Зеленый канал»). В 2015 году в Аммане был запущен телеканал 218, ориентированный на молодежь Ливии.